# Luacano
Luacano és un municipi de la província de Moxico. Té una extensió de 34.780 km² i 21.447 habitants. Comprèn les comunes de Luacano i Lago-Dilolo. Limita al nord amb els municipis de Muconda i Luau, a l'est i sud amb el municipi d'Alto Zambeze, i a l'oest amb el municipi de Lumeje.
Al seu territori hi ha el llac Dilolo.